# امانوئل آدبایور
شی امانوئل آدِبایور (فرانسوی: Sheyi Emmanuel Adebayor‎؛ زادهٔ ۲۶ فوریهٔ ۱۹۸۴) بازیکن فوتبال اهل توگو است.بهترین سال های بازی او در آرسنال سپری شد.
او تاکنون در تیم‌های متس، موناکو، آرسنال، منچسترسیتی، رئال مادرید و تاتنهام هاتسپر، کریستال پالاس، استانبول باشاک‌شهر و قیصریه‌اسپور بازی کرده‌است.
وی همچنین ۸۱ بازی ملی برای تیم ملی فوتبال توگو انجام داده‌است.
او در ابتدا در موناکو درخشید و در سال ۲۰۰۶ با مبلغ ۳ میلیون پوند توسط آرسنال خریداری شد. او در سه سالی که برای آرسنال بازی کرد توانست در ۱۰۴ بازی ۴۶ گل به ثمر برساند و او تبدیل به مهاجمی سریع و گلزن شده بود. سرانجام در سال ۲۰۰۹ او توسط منچسترسیتی به مبلغ ۲۵ میلیون پوند و برای ۴ سال خریداری شد. آدبایور در ژانویه ۲۰۱۱ با قراردادی قرضی و با شرط انتقال دائم به مبلغ ۱۵ میلیون یورو به رئال مادرید منتقل شد و سران رئال مبلغ ۴ میلیون یورو که نیمی از مبلغ قرارداد او با سیتی است را برای به خدمت گرفتن او برای ۶ ماه پرداخت کردند وی در ۲۱ مارس ۲۰۲۳ در سن ۳۹ سالگی از دنیای فوتبال خداحافظی کرد و کفش هایش را اویخت.